# Bocayuva Cunha (político)
Luiz Fernando Bocaiuva Cunha (Rio de Janeiro, 22 de dezembro de 1922 – Rio de Janeiro, 2 de setembro de 1993), mais conhecido como Bocaiuva Cunha, foi um engenheiro civil, jornalista, empresário e político brasileiro que exerceu cinco mandatos de deputado federal pelo Rio de Janeiro.

## Dados biográficos
Filho de Ranulfo Bocaiúva Cunha e Maria Vitória Bocaiuva Cunha. Engenheiro civil formado na Universidade Federal do Rio de Janeiro em 1946, foi funcionário do Banco do Brasil após trabalhar na empresa de um primo. Sua carreira jornalística começou no Correio da Manhã, tornando-se depois diretor do Última Hora até ingressar no PTB, sendo eleito deputado federal em 1958 e 1962, opondo-se à adoção da emenda parlamentarista que garantiu a posse do presidente João Goulart em 1961 e, em razão de seus vínculos políticos, foi cassado pelo Ato Institucional Número Um nos primeiros dias do Regime Militar de 1964, tendo que fundar uma empresa de engenharia para que pudesse trabalhar.
Restaurado o pluripartidarismo, acompanhou Leonel Brizola no ingresso ao PDT, integrando sua executiva nacional, e por esse partido foi reeleito deputado federal em 1982, 1986 e 1990. Durante sua estadia em Brasília, votou a favor da Emenda Dante de Oliveira em 1984 e em Tancredo Neves no Colégio Eleitoral em 1985, além de participar da elaboração da Constituição de 1988. No segundo governo Leonel Brizola foi nomeado secretário de Governo, falecendo no exercício desse cargo.
No filme Ainda Estou Aqui, de 2024, foi interpretado pelo ator Dan Stulbach.

## Laços familiares
Bisneto de Quintino Bocaiuva e filho de Ranulfo Bocaiúva Cunha, prefeito de Niterói e deputado federal antes da Revolução de 1930, foi também genro de Ernesto Simões Filho.